# Historisch-Biographisches Lexikon der Schweiz
Das Historisch-Biographische Lexikon der Schweiz (HBLS) bzw. Dictionnaire historique et biographique de la Suisse (Einheitssachtitel) war während vieler Jahrzehnte das Standardnachschlagewerk über die Geschichte der Schweiz.
Der Verleger Victor Attinger (1856–1927) aus Neuenburg initiierte das Projekt. Die Artikel wurden von Historikern in allen 25 Kantonen der Schweiz erstellt. Die meisten Artikel sind von hoher Qualität; gerade die biographischen Artikel sind – da diese im neuen Historischen Lexikon der Schweiz (siehe unten) nicht nach genealogischen Kriterien angeordnet sind – nach wie vor unentbehrlich. Herausgeber war Marcel Godet.
Das HBLS wurde von der Allgemeinen Geschichtforschenden Gesellschaft der Schweiz, der Vorläuferin der Schweizerischen Gesellschaft für Geschichte, herausgegeben und erschien von 1921 bis 1934 in sieben Bänden und einem Supplementband. Das Werk wurde gleichzeitig in deutscher und französischer Sprache herausgegeben.
Das Nachfolgewerk des HBLS ist das seit 2002 erscheinende 13-bändige Historische Lexikon der Schweiz.

## Ausgaben
- Dictionnaire historique et biographique de la Suisse. Administration du Dictionnaire, Neuchâtel.
- Historisch-Biographisches Lexikon der Schweiz. Administration des Historisch-Biographischen Lexikons der Schweiz, Neuenburg.